# Derek Yee

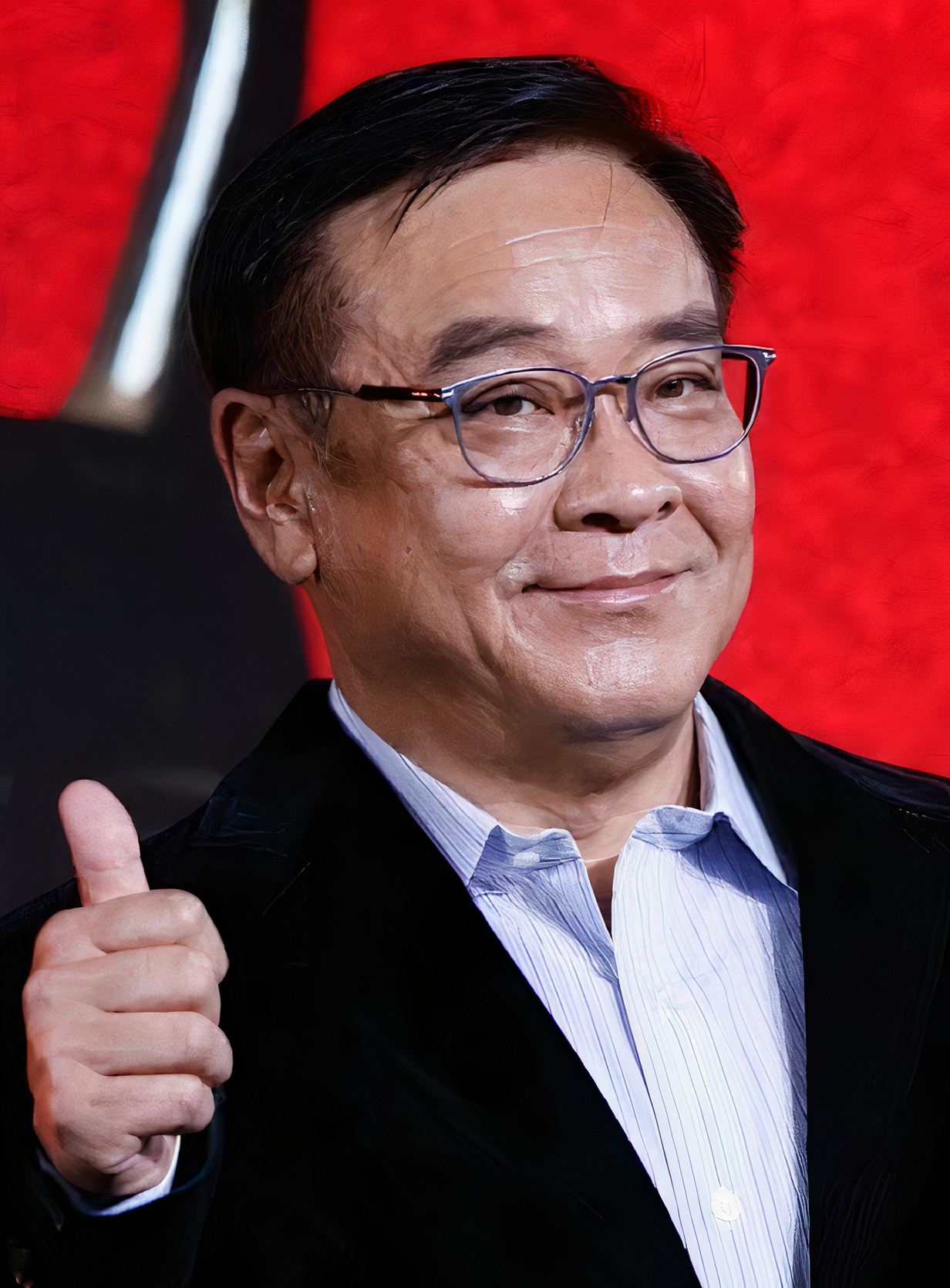
Derek Yee (2022)

Derek Yee Tung-Sing (chinesisch 爾冬陞 / 尔冬升, Pinyin Ěr Dōngshēng, Jyutping Ji5 Dung1sing1; * 28. Dezember 1957 in Kowloon City, Hongkong) ist ein Hongkonger Filmregisseur, Drehbuchautor, Schauspieler und Produzent.

## Wirken
Yee war von 1975 bis 1986 Schauspieler. Während dieser Zeit wurden seine Filme von Shaw Brothers produziert. Seit 1986 ist er nur noch Regisseur und Drehbuchautor. Er drehte Filme, die in Hongkong erfolgreich waren und einige Auszeichnungen bekamen. Neben Komödien und romantischen Filmen drehte er auch Dramen, wie Protégé und Stadt der Gewalt. Seit Beginn der 2000er-Jahre ist er verstärkt als Filmproduzent tätig.

## Privatleben
Er ist der jüngere Halbbruder von Schauspieler David Chiang und der Ex-Freund von Maggie Cheung.

## Filmografie (Auswahl)
Als Darsteller
- 1977: The Sentimental Swordsman

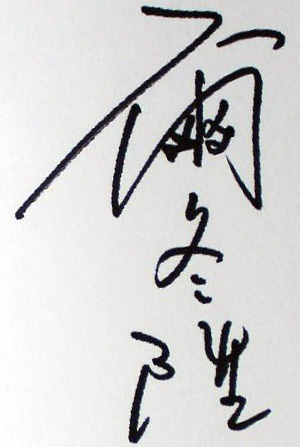
Signatur von Derek Yee, 2014

- 1977: Das Todesduell der Tigerkralle (Death Duel)
- 1978: Legend Of The Bat
- 1979: Young Lover
- 1981: The Battle For The Republic Of China
- 1983: Shaolin Prince
- 1990: Goodbye Hero
- 1990: Kawashima Yoshiko
- 1991: This Thing Called Love
- 1994: Master of Zen
- 1994: Victory
- 1996: Lover's Tears
- 1996: Stooge, My Love
- 2007: Protege
- 2015: I Am Somebody
- 2020: Keep Rolling

Als Regisseur
- 1986: The Lunatics
- 1989: The Bachelor’s Swan Song
- 2003: Lost in Time
- 2005: Drink-Drank-Drunk
- 2011: The Great Magican

Als Regisseur und Drehbuchautor
- 1987: People’s Hero
- 1993: C’est la vie, mon chéri
- 1995: Full Throttle
- 1996: Viva Erotica
- 1999: The Truth About Jane and Sam
- 2004: One Nite in Mongkok
- 2005: 2 Young
- 2007: Protégé
- 2009: Stadt der Gewalt
- 2010: Triple Tap
- 2016: Sword Master (Neuverfilmung vom Das Todesduell der Tigerkralle)[3]
- 2022: In Search of Lost Time

Quelle: Hong Kong Movie Database

## Auszeichnungen (Auswahl)
Hong Kong Film Awards
- 1994: Bester Regisseur für C’est la vie, mon chéri
- 1994: Bestes Drehbuch für C’est la vie, mon chéri
- 2005: Bester Regisseur für One Night in Mongkok
- 2005: Bestes Drehbuch für One Night in Mongkok

Golden Bauhinia Awards
- 2005: Bester Regisseur für One Night in Mongkok

Hong Kong Film Critics Society Awards
- 1995: Bester Regisseur für Full Throttle
- 1995: Film of Merit für Full Throttle
- 2003: Film of Merit für Lost in Time
- 2004: Bester Regisseur für One Night in Mongkok
- 2004: Film of Merit für One Night in Mongkok
- 2007: Film of Merit für Protégé
- 2009: Film of Merit für Stadt der Gewalt

## Nominierungen (Auswahl)
Hong Kong Film Awards
- 1987: Bester Regisseur für The Lunatics
- 1990: Bestes Drehbuch für The Bachelor’s Swan Song
- 1996: Bester Regisseur für Full Throttle
- 1996: Bestes Drehbuch für Full Throttle
- 1997: Bester Regisseur für Viva Erotica
- 2004: Bester Regisseur für Lost in Time
- 2006: Bester Regisseur für 2 Young
- 2006: Bestes Drehbuch für 2 Young
- 2008: Bester Regisseur für Protégé
- 2008: Bestes Drehbuch für Protégé
- 2010: Bester Regisseur für Stadt der Gewalt

Golden Horse Film Festival
- 1994: Bester Regisseur für C’est la vie, mon chéri
- 1994: Bestes Drehbuch für C’est la vie, mon chéri
- 1997: Bester Regisseur für Viva Erotica
- 2005: Bester Regisseur für One Night in Mongkok
- 2008: Bester Regisseur für Protégé
- 2008: Bestes Drehbuch für Protégé

Golden Bauhinia Awards
- 2005: Bestes Drehbuch für One Night in Mongkok